# Oostmahorn
Oostmahorn (en frison : De Skâns) est un village de la commune néerlandaise de Noardeast-Fryslân, situé dans la province de Frise.

## Géographie
Le village est situé à l'extrémité nord-est de la Frise et constitue un petit port sur la rive occidentale du Lauwersmeer, à 12 km au nord-est de Dokkum.
Légèrement au sud s'élève le village de vacances d'Esonstad.

## Histoire
Longtemps considéré comme un hameau appartenant au village d'Anjum, Oostmahorn obtient le statut de village le 22 novembre 2007 et fait partie de la commune de Dongeradeel avant le 1er janvier 2019, où celle-ci est supprimée et fusionnée avec Ferwerderadiel et Kollumerland en Nieuwkruisland pour former la nouvelle commune de Noardeast-Fryslân.

## Démographie
Le 1er janvier 2018, le village comptait 80 habitants.